# Сіка (Виру)
Сіка (ест. Sika) — село в Естонії, входить до складу волості Виру, повіту Вирумаа.